# Verbandsgemeinde Hagenbach
La comunità amministrativa di Hagenbach (Verbandsgemeinde Hagenbach) si trova nel circondario di Germersheim nella Renania-Palatinato, in Germania.

## Comuni
Fanno parte della comunità amministrativa i seguenti comuni:
| Comune, città              | Sup. (km²) | Abitanti |
| -------------------------- | ---------- | -------- |
| Berg (Pfalz)               | 6,77       | 2 026    |
| Hagenbach, città           | 15,85      | 5 460    |
| Neuburg am Rhein           | 8,25       | 2 609    |
| Scheibenhardt              | 2,88       | 597      |
| Verbandsgemeinde Hagenbach | 33,75      | 10 692   |

(Abitanti al 31 dicembre 2021)